# روکی دل لا کروس (دوچرخه‌سوار)
روکی دل لا کروس (اسپانیایی: Roque de la Cruz‎؛ زادهٔ ۱۳ دسامبر ۱۹۶۴) دوچرخه‌سوار اهل اسپانیا است. وی در مسابقات تور دو فرانس و جیرو دیتالیا شرکت کرده است.